# Isabelle Veyrat-Masson
Pour les articles homonymes, voir Veyrat.
Isabelle Veyrat-Masson, née le 19 janvier 1954 à Puteaux est directrice de recherche au CNRS, spécialiste de communication médiatique. À la fois historienne et sociologue des médias, travaillant sur des questions de mémoire collective (formes et usages du passé) et de communication politique, elle dirige le Laboratoire Communication et Politique pendant 12 ans.

## Biographie

### Études et diplômes
Isabelle Veyrat-Masson est docteure d’État en science politique. 
Après des études de lettres et d’histoire à l'université Paris IV Sorbonne, elle entre  à l’Institut d'études politiques de Paris (diplômée en 1976). C’est au Centre d'études de la vie politique française qu’elle entame ses premières recherches.
Sa thèse, dirigée par Jean-Noël Jeanneney, sur la représentation du passé à la télévision française entre 1953 et 1978 (prix Inathèque) est suivie de plusieurs publications sur l'histoire et la télévision, parmi lesquelles Quand la télévision explore le temps.

### Carrière académique et professionnelle
Son premier enseignement est effectué à Paris 4 dans le cycle « Technique et Langage des médias », dirigé par Pierre Miquel.
À partir de 1990, elle enseigne la sociologie des communications de masse à l'IEP de Paris.
Isabelle Veyrat-Masson crée et anime dans le cadre du Centre d'histoire de Sciences po avec des collègues  (Daniel Dayan, Agnès Chauveau, Jean-Marie Charon, Jean-Noël Jeanneney, Marie Lhérault, Cécile Méadel) le Groupe de recherche « Temps, Médias et Société ». Ce groupe pluridisciplinaire assure un séminaire de troisième cycle à l’IEP.
Isabelle Veyrat-Masson devient, en 2000, à sa création, membre du bureau de la Société pour l’histoire des médias. Cette société publie une revue d’histoire des médias Le Temps des médias, revue d’histoire, dont elle est toujours corédactrice en chef. 
En 2006, Isabelle Veyrat-Masson prend la direction du Laboratoire Communication et Politique du CNRS.
Elle coordonne avec Pascal Blanchard une recherche collective consacrée aux guerres des mémoires en France et dans le monde, donnant lieu à plusieurs publications. Elle publie en 2012, avec Monique Sauvage, une histoire de la télévision qui fait le lien entre l’histoire de l’organisme et des programmes. Cette histoire traite de la transition vers la télévision numérique.
Parallèlement, Isabelle Veyrat-Masson continue ses travaux en communication politique. En 2007 et en 2012, elle dirige une équipe de recherche sur les campagnes électorales dans les médias.

### Collaboration dans les médias
Elle participe comme experte à de nombreuses émissions de radio et de télévision. Elle assure une chronique régulière sur France Culture (Le Secret des sources de Jean-Marc Four) et participe régulièrement dans les émissions d’analyse des médias tels que Déshabillons les (LCP-Public Sénat), le Journal de Michel Field (LCI) ou encore Médias le Mag (de Thomas Hugues sur France 5).
Isabelle Veyrat-Masson a aussi collaboré, avec Daniel Costelle, chez Pathé-Cinéma, notamment sur Le souffle de la liberté de François Furet.

## Publications
- Quand la télévision explore le temps. L’Histoire au petit écran, 1953-2000, Fayard, 2000 (Prix Télévision du CHTV)[2],[3].
- Napoléon à l’écran, (avec David Chanterane), Paris, Nouveau monde éditions et La Fondation Napoléon, 2003.
- Télévision et Histoire : la confusion des genres. Docudramas, docufictions et fictions du réel, INA/De Boeck, Coll. Recherches, Belgique 2008[4].
- Les guerres de mémoires dans le monde. La France et son Histoire, avec Pascal Blanchard, La Découverte, 2008.
- Mes histoires parallèles. Entretiens avec Isabelle Veyrat-Masson, Marc Ferro, Carnets Nord, 2011 (Prix Saint-Simon)[5].
- Médias et Élections. La campagne présidentielle de 2007 et sa réception (éd), Ina/ L’Harmattan, 2011[6].
- Histoire de la télévision française de 1935 à nos jours, avec Monique Sauvage, Nouveau monde éditions, 2012[7].

## Distinctions
- 2022 :  Chevalière de la Légion d'honneur[8]